# Ahimè!
Ahimè! (Hélas pour moi) è un film del 1993 diretto da Jean-Luc Godard.

## Trama
Abraham Klimt arriva in un piccolo villaggio svizzero sui bordi del Lago Lemano per indagare su un incidente che ha coinvolto Rachel e Simon Donnadieu, una coppia del posto, il 23 luglio 1989. Intervista diversi abitanti del paese e chiede l'aiuto della poetessa Aude Amiel. In un flashback, si dipana la storia di Rachel e Simon. Sulla falsariga del mito greco di Anfitrione, descritto da Plauto nell'omonima commedia, una divinità assume le sembianze di Simon Donnadieu quando Simon, commerciante, sta per partire per un viaggio d'affari. Mentre Simon è assente, la divinità ha un incontro con Rachel, o forse no. Le prove fornite dai flashback sono contraddittorie. Rachel non parla dell'incidente e Simon, in un breve incontro con Klimt alla fine del film, nega che sia accaduto. In definitiva, Klimt conclude: "Non c'è più nulla da dire su Simon e Rachel. Il resto avviene al di là delle immagini e al di là delle storie".

## Produzione
(Jean-Luc Godard, conferenza stampa, Lido di Venezia, 10 settembre 1993, riportata da Giuseppina Manin in Corriere della Sera 11 settembre 1993, p.31)
Nei contenuti extra del DVD edito in Francia, Caroline Champetier, direttrice della fotografia del film, ha rivelato che nella sceneggiatura originale le prime scene dovevano svolgersi a Parigi nella Gare de Lyon, quando il dio si accinge a partire per la Svizzera. Durante il viaggio in treno, il personaggio avrebbe dovuto osservare dai finestrini tutte le battaglie sostenute nella storia dell'umanità. La sequenza avrebbe comportato l'utilizzo di effetti speciali costosissimi, per cui Godard fu costretto a rinunciare all'idea.

## Accoglienza
Presentato in anteprima alla Mostra di Venezia nel settembre 1993, il film fu accolto da alcune proteste per l'incomprensibilità della trama e per la presenza invadente ed eccessiva di allusioni, aforismi, citazioni letterarie nei dialoghi (Leopardi, Conrad, Flaubert, Balzac, Hammett, Brunschvicg, Joyce, Giraudoux, Musil e altri). Alla conferenza stampa che seguì, Godard citò alcuni di loro come collaboratori ai dialoghi, aggiungendo: «Io credo di avere scritto solo 'buongiorno signore', 'buongiorno signora' e 'esatto'».